# Anna Stolz

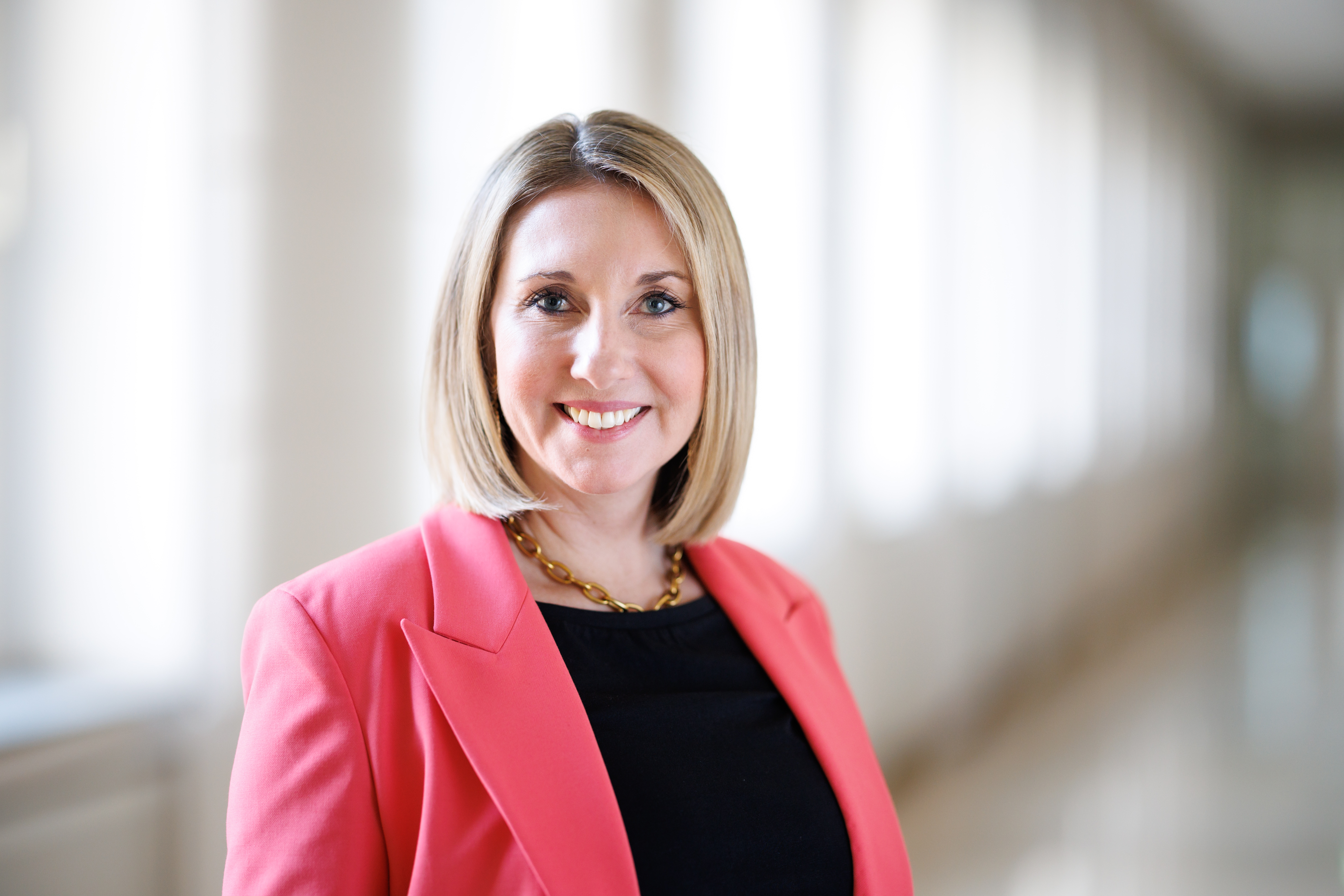
Anna Stolz (2024)

Anna Stolz (* 4. November 1982 in Werneck) ist eine deutsche Politikerin (Freie Wähler) und seit 2018 Abgeordnete im Bayerischen Landtag. Seit dem 8. November 2023 ist sie Bayerische Staatsministerin für Unterricht und Kultus im Kabinett Söder III. Vom 12. November 2018 bis zum 8. November 2023 war sie Staatssekretärin im Bayerischen Staatsministerium für Unterricht und Kultus und damit Mitglied der Bayerischen Staatsregierung im Kabinett Söder II. Von 2014 bis 2018 war sie Bürgermeisterin von Arnstein.

## Werdegang
Anna Stolz war Schülerin am Johann-Schöner-Gymnasium in Karlstadt und wechselte dann ans Siebold-Gymnasium Würzburg, wo sie im Jahr 2002 das Abitur ablegte. Danach studierte sie Rechtswissenschaft in Würzburg, Barcelona und Münster. Im Anschluss war sie als Juristin beim Verwaltungsgericht Kassel und in einer Düsseldorfer Großkanzlei tätig. Bei den Kommunalwahlen am 16. März 2014 bewarb sich Stolz als gemeinsame Kandidatin von SPD, Freien Wählern, Freier Werntalliste und Grünen um das Bürgermeisteramt in der Stadt Arnstein. Sie löste mit 60,91 % der Stimmen die bisherige Amtsinhaberin zum 1. Mai 2014 ab, zudem wurde sie in den Kreistag des Landkreises Main-Spessart gewählt.
Stolz war bis Januar 2018 parteilos, wurde dann als Direktkandidatin der Freien Wähler für den Stimmkreis Main-Spessart nominiert und trat der Partei im Anschluss bei. Bei der Landtagswahl am 14. Oktober 2018 wurde sie für die Freien Wähler über die Liste des Wahlkreises Unterfranken in den Bayerischen Landtag gewählt. Am 17. Oktober 2018 wurde bekannt, dass Stolz das Amt als Bürgermeisterin zugunsten des Landtags-Mandates aufgeben wird. Am 12. November 2018 wurde Stolz von Ministerpräsident Markus Söder zur Staatssekretärin im Kultusministerium berufen. Bei der Landtagswahl 2023 zog sie erneut in den Landtag ein. Im Kabinett Söder III ist sie seit dem 8. November 2023 als Nachfolgerin von Michael Piazolo Staatsministerin für Unterricht und Kultus.
Anna Stolz ist verheiratet.